# Mable Fergerson
Mable Fergerson-Winn, ameriška atletinja, * 18. januar 1955, Los Angeles, ZDA.
Nastopila je na olimpijskih igrah leta 1972 ter osvojila naslov olimpijske podprvakinje v štafeti 4×400 m in peto mesto v teku na 400 m. V letih 1971 in 1973 je postala ameriška državna prvakinje v teku na 400 m.